# Jossymar Quiñónez
Jossymar Quiñónez (Magüí Payán, Nariño, Colombia; 26 de marzo de 1987) es un futbolista colombiano. Juega de defensa lateral o central.

## Clubes
| Club                  | País     | Año         |
| --------------------- | -------- | ----------- |
| Depor Aguablanca      | Colombia | 2009        |
| Palestino             | Chile    | 2010 - 2011 |
| Deportes Puerto Montt | Chile    | 2012        |